# Adrian Frutiger

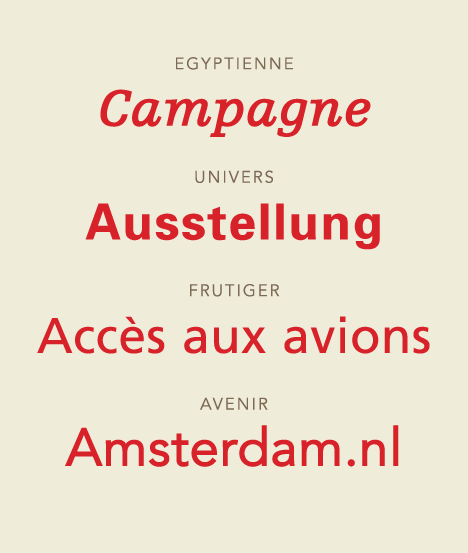
Série de fontes desenvolvidas por Frutiger

Adrian Frutiger (Unterseen, 24 de maio de 1928 – Bremgarten bei Bern, 12 de setembro de 2015) foi um designer de caracteres e logotipos suíço.

## Biografia
Filho de um tecelão, Frutiger sempre foi apaixonado por escultura. Seu pai era contra a incursão de seu filho no mundo das artes e Adrian, numa espécie de ato rebelde, criava tipos de letras diferentes indo contra a escrita tradicional européia daquele tempo. Por conta de seu grande talento, foi incentivado a estudar artes gráficas por seus professores.
Seu amor pela escultura influenciou muitas de suas fontes. Frutiger tem uma carreira que passa desde o desenvolvimento dos tipos em metais quentes até a era do desenho digital. É dele o projeto de sinalização do Aeroporto Internacional Charles de Gaulle, um dos mais bem sinalizados do mundo, de acordo com revistas de design internacionais, onde é utilizada a fonte que inicialmente seria chamada de Roissy, local onde está construído o aeroporto já citado, tendo, depois, seu nome sido mudado para o próprio nome do autor, Frutiger.

## Trabalho
A fonte que leva seu nome é hoje sinônimo de boa leitura e sinalização clara, sendo usada também no metrô de Buenos Airese nos trens urbanos de São Paulo - CPTM. Embora seja criada para grandes formatos, há projetos editoriais executados nesta fonte e em muitas outras que exigem clareza e boa legibilidade. 